# Hans Detlev Becker
Hans Detlev Becker (* 11. Juni 1921 in Freiburg/Elbe; † 2. November 2014 in Reinbek) war ein deutscher Journalist. Nachdem er 1947 das Ressort „Deutschland“ beim Nachrichtenmagazin Der Spiegel übernommen hatte, war er von 1959 bis 1961 Chefredakteur des Magazins und ab 1962 Direktor des Spiegel-Verlags sowie ab 1971 auch Geschäftsführer des Manager-Magazin-Verlags. In den 1980er Jahren zog er sich von seinen Posten zurück. Er gilt als eine der prägenden Persönlichkeiten des frühen Spiegel und „zweiter Mann“ hinter Rudolf Augstein.

## Leben und Wirken
Becker, Sohn eines Oberzollrats, absolvierte das Staatliche Reform-Realgymnasium in Peine und die Staatliche Goethe-Oberschule in Hannover. Als Schüler war er Mitglied im Scharnhorst, Bund deutscher Jungmannen, einer Jugendorganisation des Stahlhelm – Bund der Frontsoldaten. Nach der Machtergreifung wurde der Scharnhorst–Bund in das Deutsche Jungvolk der Hitlerjugend (HJ) überführt. Als Primaner arbeitete Becker in der Standortpressestelle der HJ in Hannover. Nach dem Abitur und Ableistung des Reichsarbeitsdienstes studierte Becker drei Semester Rechts- und Staatswissenschaften an der Universität Münster, bevor er im Februar 1941 einberufen wurde. Er tat im Zweiten Weltkrieg Dienst bei der Nachrichtentruppe.  Zuletzt diente er als Unteroffizier bei der Funkabwehr des Oberkommandos der Wehrmacht. Im April 1941 wurde Becker Mitglied der NSDAP (Mitgliedsnummer 8.348.041).
Nach Kriegsende nahm Becker kurzzeitig sein Studium wieder auf, wurde aber schon 1946 Redakteur beim Neuen Tageblatt in Osnabrück. Von der britischen Militärregierung erhielt er das Angebot, beim 1946 in Hannover neu gegründeten Nachrichtenmagazin Diese Woche mitzuarbeiten, entschied sich aber dagegen. 1947 wechselte er zum Nachfolgemagazin Der Spiegel, bei dem er politischer Redakteur wurde und die Leitung des Deutschland-Ressorts übernahm. Gerüchteweise soll der Presseoffizier John Seymour Chaloner bei der Lizenzvergabe für ein Nachrichtenmagazin zunächst an Becker herangetreten sein. Nach Darstellung Leo Brawands sei der Presseoffizier Henry Ormond bei einer Überprüfung im Berlin Document Center auf eine Notiz gestoßen, wonach Becker als 18-jähriger „Parteianwärter“ in die NSDAP aufgenommen worden sei. Ormond habe Becker feuern und wegen Fragebogenfälschung vor Gericht stellen wollen, aber Augstein habe sich für ihn eingesetzt. Becker selbst beteuerte, nur unwissentlich Parteimitglied geworden zu sein. Zu Beginn seiner Zeit beim Spiegel arbeitete Becker noch für den nordrhein-westfälischen Verfassungsschutz, für den ihn sein ehemaliger Vorgesetzter, der Abwehr-Offizier Johannes Horatzek, geworben hatte. Becker nahm auch für sich in Anspruch, an der Enttarnung der als „Rote Kapelle“ bezeichneten Widerständler mitgewirkt zu haben. Im Jahre 1950 wurde er Geschäftsführender Redakteur und arbeitete von 1959 bis 1962 als Chefredakteur. Von 1961 bis 1983 war er Geschäftsführer der Rudolf Augstein GmbH. Ab 1962 war er Direktor des Spiegel-Verlags und von 1971 bis 1981 zugleich Geschäftsführer der manager magazin-Verlagsgesellschaft-mbH. Im Jahre 1984 gab er den Posten des Verlagsdirektors auf und war bis 1986 noch als Beratender Gesellschafter des Spiegel-Verlags Rudolf Augstein GmbH & Co. KG. in Hamburg tätig.
Becker galt beim Spiegel als „zweiter Mann“ hinter Rudolf Augstein, mit dem er eng befreundet war und mit dem er auch das Pseudonym „Moritz Pfeil“ teilte. Bei der Neuordnung der Besitzverhältnisse des Spiegels 1974 erhielt Becker 4 % Gesellschaftsanteile an der neuen Rudolf Augstein GmbH und bis 1992 Anteile in Höhe von insgesamt 5 %. Er gehörte zu den Journalisten, die die journalistischen Standards des Magazins festlegten und verschaffte mit Enthüllungsgeschichten dem Spiegel öffentliche Aufmerksamkeit. So berichtete er 1948 über eine Hausdurchsuchung beim schleswig-holsteinischen Landwirtschaftsminister Erich Arp und 1950 über die Manipulationen bei der Wahl Bonns zur Bundeshauptstadt. Außerdem war Becker wesentlich an der Entwicklung des sogenannten „Spiegel-Jargons“ beteiligt, der durch neu gebildete Verben wie „wahlkämpfen“, Lehnübersetzungen aus dem Englischen wie „Weißkragen“ und Wortkompositionen wie „Zukunfts-Kanzler“ gekennzeichnet war.
Vor allem Becker war es, der den Kontakt des Spiegels zu den Geheimdiensten wie der Organisation Gehlen bzw. dem Bundesnachrichtendienst unterhielt. Er hielt dazu einen durch Hans-Heinrich Worgitzky hergestellten losen persönlichen Kontakt zu Reinhard Gehlen. Im Vorfeld der Spiegel-Affäre ließ er über einen Kontakt zu Adolf Wicht durch den BND abklären, ob der Artikel Bedingt abwehrbereit von Conrad Ahlers geheimhaltungswürdige Stellen enthielt. Bedenken des BND wurden vor der Publikation berücksichtigt. Die Entdeckung von Gesprächsprotokollen zwischen Becker und Wicht bei Augstein bestätigte Bundeskanzler Konrad Adenauer in seiner Sichtweise, dass der BND hinter der Affäre stecke. Becker wurde verhaftet und für 34 Tage inhaftiert.
In einem Interview mit dem Spiegel-Redakteur Klaus Wiegrefe 2007 zur Beschäftigung ehemaliger Nationalsozialisten und SS-Offiziere wie Horst Mahnke und Georg Wolff als Redakteure des Nachrichtenmagazins in den 1950er Jahren verneinte Becker die Frage, ob man damals nicht grundsätzliche Bedenken gehabt habe, ehemalige NSDAP-Mitglieder oder SS-Leute einzustellen. Sofern sie als entnazifiziert gegolten hätten, habe dies keine Rolle gespielt.